# Dakar
Dakar er hovedstad i den vestafrikanske stat Senegal. Byen ligger på sydspidsen af halvøen Cap Vert, længst mod vest i landet ud i Atlanterhavet. Selve byen huser ca. 1 millioner indbyggere, men storbyområdet Dakar har ca 2,5 millioner indbyggere.
Området blev bosat i det 15. århundrede. Portugiserne etablerede en base for transatlantisk slavehandel på øen Gorée. Frankrig overtog øen i 1677, og efter afskaffelsen af slaveriet og Frankrigs annektering af fastlandsområdet, voksede Dakar til en vigtigt, regional havn og by i det franske koloniimperium. I 1902 erstattede Dakar Saint-Louis som hovedstad for Fransk Vestafrika. Byen var hovedstad for den kortvarige Mali-føderation fra 1959-1960. I 1960 blev byen hovedstad for den selvstændige republik Senegal.
Dakar er hovedsæde for en række nationale og regionale banker, samt adskillige internationale organisationer. Fra 1978 til 2007 var byen endemål for Dakar Rally. Dakar er værtsby for Ungdomsolympiske Lege i 2022, som den første afrikanske by nogensinde.

## Uddannelse
- Kedge Business School

- Wikimedia Commons har flere filer relateret til Dakar

1. ↑  www.rfi.fr (fra Wikidata).
2. ↑  www.ansd.sn, hentet 3. januar 2021 (fra Wikidata).